# Agence de l'efficacité énergétique du Québec
Pour les articles homonymes, voir AEE.
L'Agence de l'efficacité énergétique du Québec (AEE) était un organisme du gouvernement du Québec créé en 1997 afin de faire la promotion de l'efficacité énergétique pour toutes les formes d'énergie, à l'échelle du Québec. Elle a été abolie en 2011 dans le cadre de restructurations et ses activités ont été intégrées à son ministère de tutelle, le ministère des Ressources naturelles.

## Historique
Le premier organisme gouvernemental québécois, le Bureau des économies d'énergie a vu le jour en janvier 1977, quelques semaines à peine après l'arrivée au pouvoir du gouvernement de René Lévesque. Le bureau met en place quelques programmes de partenariats, « dont le programme d’isolation des maisons et la promotion des économies d’énergie dans les secteurs public et parapublic ». Il est remplacé en décembre 1992 par une Direction de l'efficacité énergétique, rattachée au ministère des Ressources naturelles et de l'Énergie, qui met de l'avant une stratégie de coordination avec les intervenants du domaine, dont Hydro-Québec, qui avait instauré plusieurs programmes dans ce domaine. 
La création de l'Agence, instituée par une loi votée à l'unanimité par l'Assemblée nationale du Québec le 12 juin 1997 s'inscrivait dans les suites à donner au dépôt de la politique énergétique du gouvernement Bouchard, qui visait notamment à répondre aux besoins en réduisant les coûts, à améliorer la compétitivité de l'économie québécoise et à réduire l'impact des activités humaines sur l'environnement, tant au niveau de la production que de la consommation d'énergie.
En décembre 2006, l'Agence se voit confier de nouvelles responsabilités en matière de développement de nouvelles technologies en plus d'obtenir la responsabilité d'élaborer un premier plan d'ensemble en efficacité énergétique. 

## Premier plan d'ensemble
Le premier Plan d'ensemble en efficacité énergétique et nouvelles technologies a été déposé devant la Régie de l'énergie du Québec en août 2008 et a fait l'objet d'audiences publiques au début de l'année 2009. 
La réalisation du plan triennal de 891 millions doit permettre au Québec d'économiser 25 655 térajoules est financé principalement par les distributeurs d'énergie, dont Hydro-Québec (621 millions $) et Gaz Métro 53,4 millions $. Une partie des sommes requises pour réaliser les objectifs du plan sera facturée aux fournisseurs de produits pétroliers.
Le plan qui regroupe une foule de mesures existantes, dont les programmes Rénoclimat, Novoclimat, Éconologis, les produits Mieux Consommer Energy Star s'accompagnent d'une série de mesures dans des domaines qui n'ont pas été abordés par d'autres programmes du gouvernement ou des distributeurs d'électricité et de gaz naturel. 
Les groupes environnementaux québécois ont reproché au premier plan de manquer d'audace en privilégiant des solutions déjà mises en place. Ils se sont particulièrement offusqués d'une mesure proposée, qui visait à accorder aux acheteurs de véhicules neuf une aide financière de 500 à 1000 $ à l'achat d'une nouvelle voiture consommant 3 litres au 100 km de moins que le véhicule qu'ils possédaient auparavant. Selon eux, un tel programme aurait pour effet de subventionner des voitures et des camions légers aux dépens des consommateurs qui possèdent déjà un véhicule plus économique.